# 利雲·古沙華
利雲·馬克·古沙華（法語：Layvin Marc Kurzawa；1992年9月4日—）是一名法國職業足球員，現效力葡超俱樂部博維斯塔，司職左閘。他曾是法國國家足球隊隊員。

## 球會
古沙華在2010年9月22日首次出戰職業賽，當時在法國聯賽盃對戰朗斯。他在比賽中正選上陣，並於65分鐘被調離場，最終球隊贏1:0。
三日後，他首次亮相法甲，在以1:2不敵羅連安特的賽事中正選上陣。古沙華全季共出戰四場聯賽，悉數擔任正選，但球會慘遭降班至法乙。他在球會的首個法乙球季亦錄得四場上陣紀錄。2012/13球季，他在各項賽事共上陣11場，當中包括8場聯賽和3場法國聯賽盃賽事。
古沙華在2013/14球季躋身球會常規陣容當中，全季上陣28場並助球會獲得亞軍，僅排在巴黎聖日耳門之後。他全季亦攻入5球，首個職業賽入球是在2013年12月14日對甘岡取得的，他為球隊取得奠定勝局的一球，助球隊贏2:0。
2014/15球季初段，他曾因大腿肌肉拉傷而需缺陣近兩個月，但在全季他已穩佔球隊正選位置，全季各項賽事共上陣接近40場，正選上陣超過30場比賽。摩納哥在歐聯殺入八強，他亦是球隊的骨幹，在淘汰賽的四場比賽，有三場為正選上陣兼踢足全場。

## 國家隊
古沙華的母親有波蘭血統，他曾稱受到波蘭國家隊青睞。
他是法國青年隊的成員，曾代表法國U19上陣。在2014年10月14日舉行的歐洲青年錦標賽外圍賽附加賽對瑞典的次回合賽事，他曾在賽事末段取得入球，因而模仿瑞典球員慶祝，但球隊最終卻反遭絕殺，以1:4落敗，兩回合計以一球之差出局。
2014年11月14日，他在1:1賽和阿爾巴尼亞的友誼賽中首次為國家隊上陣，在比賽剩於20分鐘之時後備入替盧卡斯·迪尼。四日後他首次以正選身份代表國家隊，該場賽事為在馬賽舉行對瑞典的友誼賽，他後來被盧卡斯入替，最終球隊贏1:0。

## 榮譽
摩納哥
- 法國足球乙級聯賽冠軍：2012–13

 巴黎聖日耳門
- 法國足球甲級聯賽冠軍：2015–16、2017–18、2018–19、2019–20、2021–22、2023–24[14]
- 法國盃冠軍：2015–16、2016–17、2017–18[15]、2019–20[16]、2020–21、2023–24
- 法國聯賽盃冠軍：2015–16、2016–17、2017–18、2019–20
- 法國超級盃冠軍：2015、2016、2017、2018[17]、2019[18]、2020、2023

個人
- 法國足球甲級聯賽年度十一人：2013–14[19]

## 外部連結
- Soccerway資料庫：利雲·古沙華